# Nonghyup
Der Nationale Verband landwirtschaftlicher Genossenschaften (koreanisch 농협중앙회 RR Nonghyeopjunganghoe oder abgekürzt 농협 Nonghyup) ist ein 1961 gegründeter Verband landwirtschaftlicher Genossenschaften in Südkorea.

## Geschichte

### Vormoderne
In Korea gab es bereits in der Vergangenheit gemeinschaftliche Kooperationsformen wie „Gye“ (계) und „Hyangyak“ (향약). Gye entstand bereits zur Zeit von König Yuri von Silla und entwickelte sich in der Joseon-Dynastie zu verschiedenen Formen wie Spargemeinschaften, Bildungsvereinen, Bestattungsfonds und landwirtschaftlichen Kooperativen. Diese Tradition der gegenseitigen Unterstützung besteht bis heute. Hyangyak wurde aus China übernommen und diente während der Joseon-Zeit der moralischen Erziehung und der wirtschaftlichen Absicherung der Dorfgemeinschaften, insbesondere durch die Bereitstellung von Getreidespeichern für Notzeiten. Diese Organisationsformen existierten auf der Basis von Solidarität und unterschieden sich jedoch von modernen Genossenschaften, die unter marktwirtschaftlichen Bedingungen als Zusammenschlüsse wirtschaftlich Schwächerer fungieren.

### Anfang 20. Jahrhundert
Die erste moderne Genossenschaft in Korea entstand 1907 mit den regionalen Kreditgenossenschaften („Jibang Geumyung Johap“, 지방금융조합). Diese wurden später in „Finanzgenossenschaften“ (금융조합) umbenannt und übernahmen bis zur Gründung der „Landwirtschaftsbank“ (농업은행) nach der Befreiung Koreas 1945 nahezu den gesamten Agrarkreditbereich.
Während der japanischen Kolonialherrschaft (1910–1945) existierten staatlich kontrollierte Organisationen wie Industriegenossenschaften und die Chosun Bauernvereinigung, die jedoch bis zur Befreiung fast vollständig aufgelöst wurden. Parallel dazu entstanden unabhängige bäuerliche Bewegungen, religiöse Vereinigungen und studentische Verbrauchergenossenschaften.
Nach der Befreiung Koreas 1945 wurde die Gründung von Landwirtschaftsgenossenschaften aktiv vorangetrieben. 1957 wurden entsprechende Gesetze verabschiedet und die Gründung einer landwirtschaftlichen Bank und landwirtschaftlicher Genossenschaften erfolgte im Folgejahr. Diese Trennung führte jedoch zu Problemen wie mangelnder Finanzkraft und ineffizienter Betriebsführung. Da weder die Landwirtschaftsgenossenschaft noch die Landwirtschaftsbank die Landwirte ausreichend unterstützen konnten, blieben viele Bauern von privaten Kreditgebern mit hohen Zinsen abhängig. Die ineffiziente Doppelstruktur wurde als Ursache wirtschaftlicher Schwierigkeiten im ländlichen Raum gesehen.

### Umstrukturierung während der Militärdiktatur
Die 5.16-Militärregierung unter Park Chung-hee führte 1961 eine Umstrukturierung der landwirtschaftlichen Genossenschaften und Kreditinstitute durch. In diesem Jahr wurde ein neues „Gesetz über Landwirtschaftsgenossenschaften“ verabschiedet, das die Landwirtschaftsbank und die Einzelgenossenschaften zu einer landesweiten Dachorganisation zusammenführte. Die neue Landwirtschaftsgenossenschaft bestand aus der Zentralorganisation (농협중앙회), acht Provinzverbänden, 140 Stadt- und Landkreisgenossenschaften, 101 Spezialgenossenschaften und über 21.000 Dorfgenossenschaften (이동조합, „Mobile Genossenschaften“). Um eine effizientere Verwaltung zu gewährleisten, wurden ab 1969 Dorfgenossenschaften zu größeren Gemeinde- und Stadtgenossenschaften (읍면조합) zusammengelegt. Die Anzahl der Dorfgenossenschaften sank dadurch von 7.525 im Jahr 1969 auf 1.567 im Jahr 1972. 1973 wurden sie schließlich in „Einheitsgenossenschaften“ (단위조합) umbenannt.
Zusätzlich wurden neue Geschäftsbereiche eingeführt. 1969 startete das genossenschaftliche Bankwesen (상호금융) zur Verleihung von Krediten mit Niedrigzins an Mitglieder. 1970 wurde eine Abteilung für den Einzelhandel eingeführt, und die landwirtschaftliche Versorgung wurde weiter ausgebaut. 1974 wurde ein Selbstverwaltungsplan eingeführt, um alle Einheitsgenossenschaften finanziell unabhängig zu machen. 1977 begann die Saemaeul Undong, die genossenschaftliche Produktion und Vermarktung auf Dorfebene unterstützte. 1981 wurde die Struktur erneut reformiert, indem die bisherigen Stadt- und Landkreisgenossenschaften in die Zentralorganisation integriert wurden. Die Viehzuchtgenossenschaften wurden in die neu gegründete Viehzuchtzentrale (축협중앙회) ausgelagert.

### Demokratisierung und heutige Entwicklungen
Nach den politischen Veränderungen durch die Demokratiebewegung vom 29. Juni 1987 kam es auch zur Demokratisierung der Landwirtschaftsgenossenschaften. 1988 wurde das „Gesetz über Landwirtschaftsgenossenschaften“ geändert, sodass der Vorsitzende der Zentralgenossenschaft nicht mehr vom Ministerium für Landwirtschaft ernannt, sondern durch eine Direktwahl unter den Mitgliedern gewählt wurde. April 1990 wurde der erste direkt gewählte Vorsitzende durch Abstimmung der Mitgliedsgenossenschaften bestimmt.
Während der schwierigen wirtschaftlichen Bedingungen nach der Uruguay-Runde 1994 wurden neue Grundsätze eingeführt, darunter ein Fokus auf die Lebensbedingungen der Landwirte (농민본위), realitätsnahe Politik (실사구시) und eine Bewusstseinsreform der Mitarbeiter (하나로 거듭나기 운동).
Seit 1998 strebt die Landwirtschaftsgenossenschaft an, den wirtschaftlichen Nutzen für Landwirte zu maximieren, eine Volksgenossenschaft zu werden und sich als führende Genossenschaft weltweit zu etablieren.

## Organisation
Die grundlegenden Mitglieder der Landwirtschaftsgenossenschaft sind Landwirte, die in einem bestimmten Einzugsgebiet ansässig sind oder dort landwirtschaftliche Betriebe führen. Sie investieren Kapital in die Genossenschaft und nehmen aktiv an deren Verwaltung teil. Dadurch sind sie gleichzeitig Anteilseigner, Manager und Nutzer der Genossenschaft, was sie von gewöhnlichen Aktionären in Unternehmen unterscheidet.
Die Verwaltung der Genossenschaft erfolgt durch verschiedene Organe:
- Die Generalversammlung ist das höchste beschlussfassende Organ und besteht aus den Mitgliedern der Genossenschaft.
- Falls die Mitgliederzahl 200 (bzw. 500 bei der Zentralgenossenschaft) übersteigt, wird eine Delegiertenversammlung gebildet, um effizientere Entscheidungsprozesse zu ermöglichen. Die Anzahl der Delegierten beträgt je nach Organisation zwischen 50 und 200 (bzw. 100 bis 200 bei der Zentralgenossenschaft).
- Der Vorstand und der Genossenschaftspräsident setzen die beschlossenen Maßnahmen um.
- Ein Aufsichtsorgan kontrolliert die Geschäftsführung.

### Funktionen und Aufgaben

#### Finanzdienstleistungen (Kreditgeschäft)
Die Landwirtschaftsgenossenschaft sammelt nicht nur Kapital aus ländlichen Gebieten, sondern auch aus städtischen Regionen und stellt es den Landwirten zur Verfügung. Bis 1998 entwickelte sich die Zentralgenossenschaft mit Einlagen von fast 100 Billionen Won zu einer der größten Banken Südkoreas.
Die Kreditprogramme der Genossenschaft trugen dazu bei, illegale Wucherkredite im ländlichen Raum zu reduzieren und die Etablierung eines regulierten Finanzsystems für Landwirte zu fördern.

#### Wirtschaftliche Aktivitäten
Die Genossenschaft versorgt Landwirte mit Produktionsmitteln und Verbrauchsgütern zu günstigen Preisen. Sie betreibt auch den Vertrieb von Agrarprodukten, indem sie Logistikzentren und gemeinsame Vermarktungssysteme aufbaut.
Seit den 1990er Jahren wurden verstärkt Reisverarbeitungszentren errichtet, um die Qualität der Reisproduktion zu verbessern. Zudem wurden landwirtschaftliche Logistikzentren entwickelt, um den direkten Transport zwischen Landwirten und Verbrauchern zu fördern.
1998 wurde in Seoul-Yangjae das erste landwirtschaftliche „Logistikzentrum“ eröffnet, gefolgt von einem zweiten Standort in Changdong, mit über 10.000 täglichen Kunden. Diese Märkte ermöglichen Landwirten, ihre Produkte direkt an Verbraucher zu verkaufen und so höhere Preise als auf Großmärkten zu erzielen, während die Konsumenten niedrigere Preise als im Einzelhandel zahlen.

#### Beratungs- und Bildungsprogramme
Die Genossenschaft bietet Schulungen und Beratungsdienste für Landwirte an, um deren wirtschaftliche und landwirtschaftliche Kenntnisse zu verbessern. Dazu gehören Anleitungen für umweltfreundliche Anbaumethoden, die Förderung von hochwertigen Agrarprodukten sowie der Austausch neuer Technologien.
Während der Asienkrise (IMF-Krise 1997/98) führte die Genossenschaft Initiativen zur Kostensenkung in der Landwirtschaft ein, um wirtschaftliche Verluste für Landwirte zu minimieren. Zudem setzt sie sich aktiv für die Rechte der Landwirte ein und fördert Studien zur Agrarpolitik, um die öffentliche Meinung zu beeinflussen.
Sie ermöglichen es Nicht-Landwirten, die einen bestimmten Kapitalbetrag in die Genossenschaft investiert haben, steuerfreie Bankkonten zu eröffnen und Zugang zu einigen Dienstleistungen zu erhalten. Während die Mitgliedslandwirte jedoch als die eigentlichen Eigentümer oder Interessenvertreter definiert sind, können assoziierte Mitglieder nur begrenzten Zugang zu oder Einfluss auf die Genossenschaft erhalten.

#### Mitgliederzahlen
Im Dezember 2011 betrug die Zahl der Mitgliedslandwirte 2.446.836 und die Zahl der assoziierten Mitglieder 15.262.611. Im Jahr 2010 waren es 2.447.765 bzw. 14.483.532, was auf einen Rückgang der Mitgliedslandwirte um 929 und einen Anstieg der assoziierten Mitglieder um 779.079 hindeutet.
Im Laufe der Jahre entwickelte sich die Struktur der Organisation weiter, und die Zahl der Mitglieder veränderte sich. Während es 2018 noch 2,23 Millionen Mitglieder gab, sank diese Zahl um rund 6,8 % bis 2024 auf 2,08 Millionen. Auch die Anzahl der Einzelgenossenschaften nahm leicht ab. Die zentrale Verwaltungsstruktur wurde ebenfalls angepasst, indem beispielsweise die Anzahl der Stadt- und Kreisfilialen von 190 (2013) auf 158 (2024) reduziert wurde.
Im Jahr 2022 waren es 2,1 Millionen Mitglieder und 1113 Mitgliedsgenossenschaften.

## Verbundene Gesellschaften

### Nonghyup Financial Group
Die 1961 gegründete NongHyup Financial Group entstand aus der Fusion der Agricultural Bank und der Agricultural Federation. Die Gruppe bietet Finanzierungen, Hypotheken, persönliche Kreditlinien, Unternehmensfinanzierung, Immobilienfinanzierung und Finanzierungsdienstleistungen für neue Technologien. Es bietet auch Lebens-, Sach- und Unfallversicherungsprodukte an. Die NongHyup Bank gehört seit 2012 zur NongHyup Financial Group.